# Усычевские Будки
Усычевские Будки (укр. Усичівські Будки) — село в Торчинской поселковой общине Луцкого района Волынской области Украины.
Код КОАТУУ — 0722880903. Население по переписи 2001 года составляет 30 человек. Почтовый индекс — 45622. Телефонный код — 332. Занимает площадь 5,798 км².